# Mark LoMonaco
Mark LoMonaco (14 de julio de 1971) es un luchador profesional estadounidense, que actualmente está firmando con TNA Wrestling bajo el nombre de Bully Ray.
LoMonaco ha peleado en las empresas Extreme Championship Wrestling (ECW), World Wrestling Federation / Entertainment (WWF/E) y Total Nonstop Action Wrestling (TNA). Es conocido por ser la mitad de Team 3D junto con D-Von Dudley, siendo uno de los equipos más laureados de la historia de la lucha libre.
LoMonaco ha sido dos veces Campeón Mundial, al haber ganado el Campeonato Mundial Peso Pesado de la TNA dos veces. Sin embargo, destaca por sus logros en parejas, al haber conseguido 23 veces campeonatos mundiales en pareja, entre ellos, 8 veces el Campeonato en Parejas de la ECW, 1 vez el Campeoanto Mundial en Parejas de la WCW, 1 vez el Campeonato en Parejas de la WWE, 8 veces el Campeonato Mundial en Parejas de la WWE y el Campeonato Mundial en Parejas de la NWA, Campeoanto Mundial en Parejas de la TNA una vez cada uno y 1 vez el Super Campeonato por Parejas de la HUSTLE, además de más recientemente el campeonato en parejas de IWGP de Japón. Entre sus logros individuales se destaca también, el haber conseguido 10 veces el Campeonato Hardcore de la WWE.

## Carrera

### Extreme Championship Wrestling (1995–1999)
LoMonaco debutó en la Extreme Championship Wrestling como guardaespaldas de Bill Alfonso. Después de impresionar al dueño de la ECW Paul Heyman al tomar un chokeslam del luchador 911, LoMonaco fue contratado. Él fue reformulado como Buh-Buh Ray Dudley, el miembro tartamudo, bailarín, campesino y con sobrepeso de la extensa familia The Dudleys. El deletreo inusual de "Bubba" fue el resultado de su tartamudeo. Al decir su nombre Buh-Buh tartamudeaba, haciéndole decir "mi nombre es Buh-buh-buh-buh" hasta que Big Dick Dudley lo golpeaba en el pecho, y en ese momento decía "¡mi nombre es Bubba Ray Dudley!". Los fanes abrazaron a los cómicos muchachos Dudley y durante las luchas de Buh-Buh ellos coreaban "Buh Buh Buh Buh". El deletreo finalmente quedó.
El 13 de abril de 1996, D-Von Dudley debutó en ECW y comenzaron las disputas con los demás miembros de la familia Dudley (sus medios hermanos en kayfabe), alegando que sus payasadas cómicas no eran la manera en la que los verdaderos Dudleys debían actuar. D-Von eliminó a Dances With Dudley, Dudley Dudley y Chubby Dudley antes de unir fuerzas con Buh Buh Ray, Big Dick, Sign Guy Dudley y Joel Gertner. Conocidos colectivamente como los Dudley Boyz, Buh Buh Ray y D-Von dominaron la división en parejas de la ECW, ganando los Campeonatos Mundiales en Parejas de la ECW un récord de ocho veces y derrotando a los cuatro equipos principales de ECW: The Public Enemy, The Eliminators, The Gangstas y Rob Van Dam & Sabu. Buh Buh Ray, D-Von y Gertner alcanzaron un grado de infamia por sus mordaces entrevistas que irritó a las audiencias al punto de casi causar disturbios.

### World Wrestling Federation/ Entertainment (1999-2005)

#### 1999–2000
LoMonaco apareció por primera vez en WWE como Buh Buh Ray Dudley, y tuvo importantes feudos con Christian y Edge y The Brothers of Destruction. Cuando Ray Dudley luchaba en la WWE, eran muy frecuentes los Tables Match.
The Dudley Boyz comenzaron un feudo con The Acolytes (Faarooq & Bradshaw), quienes les derrotaron en Unforgiven. En Armageddon, Ray junto a D-Von participaron de un Tag Team Battle Royal Match por una oportunidad al Campeonato en Parejas de la WWF.
Iniciando el 2000, Ray & D-Von comenzaron un feudo con The Hardy Boyz (Jeff & Matt), enfrentándolos en Royal Rumble en un Tag Team Elimination Table Match, siendo derrotados y Ray fue el primer eliminado del combate. En el evento No Way Out, Ray & D-Von ganaron su primer Campeonato en Parejas de la WWF al derrotar a los entonces campeones New Age Outlaws (Road Dogg & Billy Gunn). Sin embargo en WrestleMania 2000 perdieron los Campeonatos en Parejas de la WWF frente a Edge & Christian en un Triangle Ladder Match que también incluía a The Hardy Boyz. Tras esto, tuvieron un breve feudo con Test & Albert, quienes les derrotaron en Backlash; y tras el combate Ray rompió una mesa con la acompañante de sus rivales Trish Stratus. En Insurrextion, Ray & D-Von fueron derrotados por Rikishi & Big Show. Ray junto a D-Von comenzaron un feudo con D-Generation X, cambiando a "face". Como parte del feudo, fueron derrotados por 2 miembros de ese equipo, Road Dogg & X-Pac en un Tables Match en Judgment Day. El feudo acabó cuando en King of the Ring, Ray & D-Von fueron derrotados por Road Dogg, X-Pac & Tori en un "Handicap Tables Dumpster Match". Tiempo después reanudaron su feudo con The Hardy Boyz y Edge & Christian, enfrentándose los 3 equipos en el primer TLC Match de la historia en "SummerSlam" por los Campeonatos en Parejas de la WWF, siendo derrotados por Edge & Christian. Luego comenzaron un feudo con Right To Censor (Steven Richards, Val Venis, Bull Buchanan, y The Goodfather), formando equipo en Unforgiven con The APA (Farooq & Bradshaw) para enfrentarlos, siendo derrotados. En No Mercy, The Dudley Boyz ganaron un "Dudley Boyz Invitational Table Match" tras vencer finalmente a Right To Censor (Bull Buchanan & The Goodfather). Tras esto, Ray & D-Von junto a The Hardy Boyz (Jeff & Matt Hardy) entraron en feudo con Right To Censor y Edge & Christian. Debido a esto en Survivor Series, The Dudley Boyz hicieron equipo con The Hardy Boyz para enfrentar a Edge, Christian & Right To Censor (Bull Buchanan & The Goodfather) en un 4 on 4 Traditional Survivor Series Match, el cual ganó el equipo de Ray a pesar de haber sido eliminado por The Goodfather. El feudo con Edge & Christian continuó y también comenzaron a tener rivalidad con T&A (Test & Albert), enfrentándose los 3 equipos en Rebellion en un "Elimination Tables Match", ganando Ray & D-Von. En Armageddon se enfrentaron a Edge & Christian, Right To Censor (Bull Buchanan & The Goodfather) y Road Dogg & K-Kwik por los Campeonatos en Parejas de la WWF, pero no lograron ganar.

#### 2001
Tras esto, Ray junto a D-Von entraron en un feudo con Edge & Christian, a los cuales derrotaron en Royal Rumble ganando los Campeonatos en Parejas de la WWF. En No Way Out 2001 defendieron exitosamente sus Títulos contra Christian & Edge y Brothers of Destruction en un Triple Threat Tables Match. Más tarde tuvieron un feudo con The Hardys, incluyendo también a Edge & Christian. Ray & D-Von perdieron los Campeonatos en Parejas de la WWF el 5 de marzo en RAW is WAR frente a The Hardy Boyz, pero los recuperaron el 19 de marzo tras vencer a Edge & Christian con ayuda de Spike Dudley, quien se les re-unió (Spike debutó esa noche en WWF). El feudo entre los 3 equipos (The Dudley Boyz, Edge & Christian y The Hardy Boyz) provocó un combate donde todos se enfrentarían en el segundo TLC Match de la historia en WrestleMania X Seven por los Campeonatos en Parejas de la WWF, ganando Edge & Christian. En Backlash, The Dudley Boyz (Ray, D-Von & Spike) se enfrentaron a X-Factor (X-Pac, Justin Credible & Albert), perdiendo el combate. En Insurrextion serían derrotados por Edge & Christian en un Fatal 4-Way Tag Team Elimination Match donde también estaban The Hardys y X-Factor. En Jugement Day participaron en un Tag Team Turmoil Match por los Campeonatos en Parejas de la WWF, siendo eliminados por The APA. En SmackDown! del 19 de junio, The Dudley Boyz derrotaron a Chris Benoit & Chris Jericho ganando los Campeonatos en Parejas de la WWF por cuarta vez, defendiéndolos de forma exitosa en King of the Ring frente a Kane & Spike Dudley. Más tarde, perderían los títulos contra The APA.
Bubba y Devon se aliaron con La Alianza de la ECW y WCW, peleando en InVasion con el Team ECW/WCW (The Dudleys, Booker T, Diamond Dallas Page & Rhino) contra el Team WWF (Steve Austin, Kurt Angle, Chris Jericho & The Brothers of Destruction), ganando la Alianza. En SummerSlam harían equipo con Test derrotando a The APA & Spike Dudley, gracias a una interferencia de Shane McMahon. El 17 de septiembre en RAW, The Dudleys ganaron por quinta vez los Campeonatos en Parejas de la WWF frente a Brothers of Destruction (Undertaker & Kane). Ray & D-Von defendieron los Títulos con éxito en Unforgiven contra The Big Show & Spike Dudley, Lance Storm & The Hurricane y The Hardy Boyz (Jeff Hardy & Matt Hardy) en un Fatal 4-Way Tag Team Elimination Match. En octubre, Ray & D-Von comenzaron a ser acompañados por su nueva Mánager Stacy Keibler, la que fue apodada como "Duchess of Dudleyville" por el Mánager de ECW Paul Heyman. Luego defendieron los títulos exitosamente en No Mercy frente a Big Show & Tajiri. Sin embargo al día siguiente en RAW perdieron los Títulos frente a The Rock & Chris Jericho. Sin embargo, el 23 de octubre en SmackDown! ganaron los Campeonatos Mundiales en Parejas de la WCW tras vencer a The Hardy Boyz, siendo los primeros luchadores en haber ganado los campeonatos por parejas de la ECW, WWF y WCW. Como parte del Storyline de La Invasión, comenzaron un largo feudo con The Hardy Boyz. En Rebelion, Ray & D-Von retuvieron los Títulos frente a The APA (Farooq & Bradshaw) y The Hardy Boyz en un Triangle Match. En Survivor Series derrotaron de nuevo a The Hardy Boyz (que habían ganado los Campeonatos en Parejas de la WWF) unificando los títulos. En Vengeance defendieron con éxito los Campeonatos frente a Kane & The Big Show.

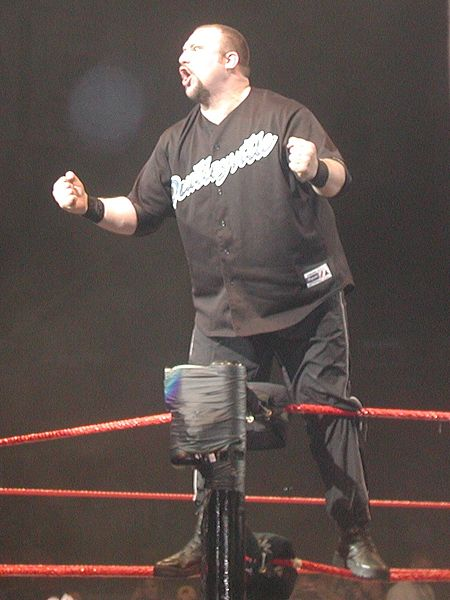
Bubba Ray en Raw en 2002.

#### 2002
El 2002 no empezó bien para los Dudleys. En RAW el 7 de enero perderián los campeonatos frente a Spike Dudley y Tazz teniendo revancha en el Royal Rumble (2002), siendo derrotados. En No Way Out participarían en un Tag Team turmoil Match en el que también estaban Lance Storm y Christian, Scotty 2 Hotty y Albert, The APA, Billy y Chuck y The Hardys, ganando The APA. En WrestleMania X8 pelearían contra Billy y Chuck, Los Hardys y The APA en un Fatal 4-Way Elimination Match ganando Billy y Chuck.
Luego en el primer Draft de WWE Bubba sería movido a RAW disolviendo el equipo con Devon.
Tras esto competiría individualmente, y en RAW derrotó a Raven ganando el Campeonato Violento de la WWF siendo este su primer logro individual, tras esto inició una rivalidad con Raven por el Título Violento, y el RAW perdió el título ante Raven pero lo volvería a recuperar esa noche al derrotar a Steven Richards gracias a la Regla 24/7 del Título.
Durante en House Shows perdía y recuperaba el título, ante Raven, Steven Richards, William Regal, Spike Dudley & Goldust.
Finalmente en RAW perdió el título frente a Steven Richards mientras luchaba contra la Campeona Femenina de WWF Jazz.
En el RAW del 6 de mayo ganaría por última vez el Título Violento derrotando a Steven Richards y perdiéndolo en segundos frente a Raven, y sin querer rompió una mesa con el cuerpo de Trish Stratus, después de eso inició una alianza con ella para ayudarla a ganar el Campeonato Femenino.

Bubba participaría en Individual en el torneo King of the Ring, siendo eliminado por Brock Lesnar en la Primera ronda. Debido a que la WWE separó las dos marcas, en Vengeance contra Chris Benoit y Eddie Guerrero en un Table Match acabó teniendo como compañeroa a Spike Dudley, ganando el combate. EN Unorgiven, derrotaría a Lance Storm, Christian, William Regal y Test junto a Goldust, Kane y Booker T en un 8-Man Tag Team Match. En Survivor Series (2002) pelearía en otra pelea por parejas a Eliminación por Mesas junto a Jeff Hardy y Spike Dudley contra 3-Minute Warning y Rico, ganando la pelea. Sin Embargo, 3-Minute Warning atacaron a Bubba y a su equipo, viniendo D-Von a ayudarles.
Más tarde D-Von fue movido a RAW por Big Show, volviendo a formar The Dudley Boyz. En Armageddon, pelearían en una Fatal 4 Way Match contra Lance Storm y William Regal, Chris Jericho y Christian y Booker T y Goldust por el Campeonato Mundial por parejas, ganado estos últimos.

#### 2003–2005
Semanas antes del Royal Rumble los títulos por pareja los ganarían Lance Storm y William Regal, y los Duddleys consiguieron una oportunidad por el Título en el PPV, ganando el campeonato una vez más. Luego lo perderián frente a Kane y Rob Van Dam. En Backlash tendrían otra oportunidad para conseguirlo frente a RVD y Kane, perdiendo la pelea. En Insurrextion Spike y los Duddleys derrotarían a Rodney Mack, Theodore Long y Christopher Nowinski. El feudo terminó en Bad Blood frente a Mack y Nowinski, esta vez saliendo derrotados. En SummerSlam obtendrían otra pelea frente a La Resistance por los títulos, volviendo a perder otra vez. En Unforgiven derrotarían a la Résistance y a Rob Conway en un Table Match ganando de nuevo el Campeonato Mundial en Parejas de la WWE. En Survivor Series formarían parte del equipo Austin, siendo eliminado D-Von por Chris Jericho y Bubba por Christian. En Armageddon participarían en un Tag Team turmoil Match donde estaba puesto el título por parejas, siendo eliminados por los ganadores de la pelea Batista y Ric Flair.
En el Royal Rumble tendrían su revancha contra Batista y Flair en un Tables Match, perdiendo la pelea. En WrestleMania XX volverían a pelear en un Fatal 4-Way Match contra Rob Van Dam y Booker T, La Résistance y Garrison Cade y Mark Jindrak por el Campeonato Mundial en Parejas, ganando RVD y Booker T.
Durante abril fueron traspasados a SmackDown! también se convirtieron en Heel empezando un feudo con Rob Van Dam y Rey Mysterio, perdiendo en Judgment Day. Más tarde empezarían un feudo con Undertaker, siendo derrotados en The Great American Bash. En SummerSlam ayudaron a Spike contra Rey Mysterio, Billy Kidman y Paul London, ganando el combate, y en No Mercy, ayudándole a retener su Campeonato Crucero frente a Nunzio. Esa misma noche pelearían junto a Dawn Marie contra Charlie Haas, Rico y Miss Jackie perdiendo el combate. A principios de 2005, los Dudley Boyz fueron removidos de televisión y enviados a Ohio Valley Wrestling mientras el equipo creativo de la WWE trató de idear un angle para ellos.
Los Dudley Boyz regresaron a la televisión en junio de 2005 con el fin de promover el evento One Night Stand, un evento en la ECW se reunió por una noche. En las semanas anteriores a One Night Stand junto con varios otros exluchadores de la ECW, rivalizaron con el Gerente General Eric Bischoff y su "cruzada anti-hardcore". En One Night Stand el 5 de junio, los Dudley Boyz derrotaron a Tommy Dreamer y The Sandman en el evento principal de la noche tras atravesar a Dreamer por una mesa en llamas. Una semana después, el 12 de junio de 2005, WWE anunció que había optado por no continuar las negociaciones de renovación de contrato con los Dudley Boyz.

### Total Nonstop Action Wrestling (2005–2014)

#### 2005–2007
El 21 de septiembre de 2005, se anunció que los Dudley Boyz habían firmado contratos multianuales con Total Nonstop Action Wrestling. Ray y Devon debutaron en TNA en el episodio del 1 de octubre de 2005 de TNA Impact!, el primer episodio de Impact! en ser transmitido en Spike TV y en prime time. Fueron identificados como "Brother Ray" y "Brother Devon" respectivamente y como Team 3D colectivamente. Team 3D se establecieron rápidamente como faces confrontando al heel Campeón Mundial Peso Pesado de la NWA Jeff Jarrett y sus aliados, los Campeones Mundiales en Parejas de la NWA, America's Most Wanted. Team 3D derrotó a AMW en eventos de pay-per-view en noviembre y diciembre de 2005, pero no pudieron derrotarlos en un combate por los títulos en Final Resolution el 15 de enero de 2006 debido a la interferencia de Team Canada. Ray y Devon continuaron su rivalidad con Team Canada y America's Most Wanted durante los meses siguientes. En el episodio del 13 de abril de 2006 de Impact!, un intento de emboscada por parte de Team Canada fue frustrado por el debutante Spike Dudley, identificado como "Brother Runt". Tuvieron también muchas batallas con The Latin American Xchange (LAX) hasta ganar el Campeonato Mundial en Parejas de la NWA de LAX en Lockdown en una lucha de jaula de acero "electrificada".
Tras la desintegración del contrato de TNA con el NWA, Ray y Devon fueron despojados de los Campeonatos Mundiales en Parejas de la NWA y fueron adjudicados con el Campeonato Mundial en Parejas de la TNA como compensación. Defendieron estos cinturones contra el equipo de Road Warrior Animal y Rick Steiner en Slammiversary. Tras una lucha en Impact! para determinar a sus oponentes, Ray participaría en el evento principal de Victory Road junto a su compañero en una lucha de campeones contra el Campeón Mundial Peso Pesado de la TNA Kurt Angle y el Campeón de la División X Samoa Joe. En Victory Road, Ray y Devon perdieron la lucha y los campeonatos en parejas de la TNA ante Angle y Joe, aunque sólo Joe ganó control total de los títulos ya que fue él quien anotó el pinfall y podría seleccionar a un compañero de su elección.

#### 2008–2010
El próximo feudo de Team 3D los tuvo a ellos junto al traidor de la División X Johnny Devine contra The Motor City Machine Guns y la entera División X. Team 3D y Devine pidieron en Against All Odds 2008 contra The Motor City Machine Guns y Jay Lethal, sin embargo, el angle fue considerado como malo. Brother Ray y Brother Devon ayudaron a Kurt Angle durante su feudo con A.J. Styles. Más tarde se enfrentaron con Christian Cage y Rhino. En Hard Justice, ellos pidieron frente a Christian Cage y Rhino en una New Jersey Street Fight. Ellos se enfeudaron también con Matt Morgan y Abyss, perdiendo contra ellos en No Surrender. En Bound for Glory IV, ellos participaron en el Monster's Ball match por el Tag-Team Championship.
El Team 3D apareció junto a The Main Event Mafia pero cambiaron a face by double crossing el stable y saltar con TNA Frontline líders Samoa Joe, A.J. Styles, and Rhino. Ellos acudieron a ayudar a Kurt Angle romper la mesa.
En Lockdown, logró ganar su vigesimosegundo campeonato mundial en parejas junto a Devon, tras derrotar a Beer Money, Inc., ganando el Campeonato Mundial en Parejas de la TNA, pero lo perdieron contra Beer Money gracias a The British Invasion. En Hard Justice, él y D-Von pelearon contra Scott Steiner y Booker T por los títulos, pero el combate acabó sin resultad ya que ambos equipos hicieron la cuenta de tres al mismo tiempo, reteniendo estos últimos los títulos.
Ambos siguieron el feudo con Steiner y Booker T, y también se incorporaron otros equipos, como The British Invasion y Beer Money, Inc.. En No Surrender se enfrentaron en una pelea 8-Man Tag Team haciendo equipo con Beer Money, y también ganando el combate. Sin embargo, también entraron en feudo con estos, y los 4 equipos pactaron un Full Metal Mayhem Match en el que estaban en juego los Campeonatos por pareja de la TNA y los Campeonatos por pareja de la IWGP, ganando el Campeonato de la TNA The British Invasion y el y D-Von los campeonato de IWGP. Posteriormente comenzó un feudo con el recién llegado Jesse Neal, luchando en Slammiversary VIII, siendo derrotado por Neal. Tras las semanas siguientes, Brother Devon mostró su desacuerdo con las acciones de Ray ante los ataques a Jesse Neal en los programas de Impact!, por lo que Ray decidió poner a prueba la "Lealtad" de Devon a Team 3D pactando una Triple Amenaza en Victory Road entre el, Jesse Neal y Brother Devon, la cual ganó. Posteriormente siguió como face tras la llegada de los antiguos miembros de la ECW. Luego de esto se enfrentaron en Turning Point a The Motor City Machine Guns(Alex Shelley & Chris Sabin) por los Campeonatos Mundiales en Parejas de TNA siendo derrotados y retirándose como equipo.

#### 2011

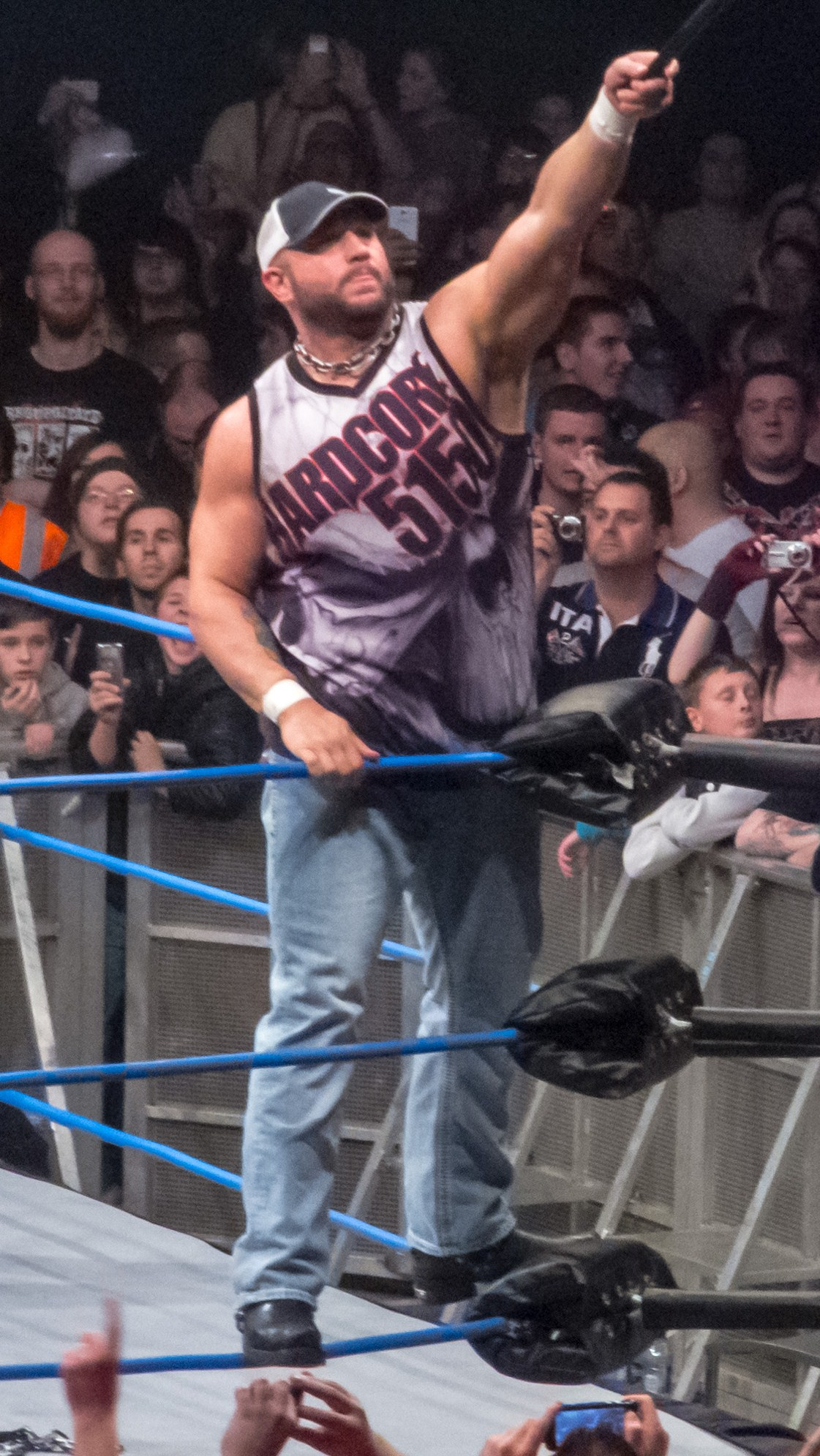
Ray en TNA.

Posteriormente entró en feudo con Brother Devon en torno a su retiro como equipo, argumentando que Devon era más débil que el y que él era el Shawn Michaels del equipo mientras Devon era el Marty Jannetty del equipo, volviéndose heel, por lo que cambió su nombre a Bully Ray y en semanas posteriores, atacó a Devon, pactando una lucha en Genesis, la cual, Ray ganó por descalificación. Luego continuó su feudo con Devon enfrentándose a él y a sus hijos en un Street Fight Match en Against All Odds ganando Ray. Luego empezó un feudo con Tommy Dreamer enfrentándose ambos en Victory Road en un Falls Counts Anywhere Match perdiendo luego de una interferencia de Devon.
Posteriormente, su feudo con Devon finalizó abruptamente al unirse a Inmortals empezando un feudo con Fortune. El 17 de marzo en iMPACT, Ray se enfrentó a A.J. Styles, Rob Van Dam y Mr. Anderson obtener una oportunidad por el Campeonato Mundial Peso Pesado. A pesar de que el combate acabó en empate entre Anderson y Van Dam, Ray siguió atacando a Styles, aplicándole una Powerbomb contra una mesa desde el escenario, lesionándolo (Kayfabe). Después el 17 de abril en Lockdown, Immortal (Abyss, Bully Ray, Matt Hardy & Ric Flair) fueron derrotados por Fortune (James Storm, Kazarian, Robert Roode & Daniels) en un Lethal Lockdown Match luego que Ray fuera atacado por A.J. Styles que hacía su regreso. Luego del regreso de Styles, ambos comenzaron un feudo al haberlo dejado hospitalizado, por lo que Styles trató de atacar a Ray durante las semanas siguientes. El 28 de abril en Impact Ray se enfrentó contra el Campeón Mundial Peso Pesado de TNA Sting siendo derrotado por una interferencia de Styles. Luego en la edición del 5 de mayo en Impact se enfrentó a Styles donde Tommy Dreamer acudió a atacar a Styles volviéndose Dreamer heel ya que Ray lo había chantajeado. En Sacrifice, interfirió en la lucha No DQ Match entre Styles y Dreamer ayudando a ganar a este último. Luego el 26 de mayo en Impact Wrestling Ray & Dreamer enfrentaron a Styles & Daniels en un No Disqualification Street Fight Match, siendo derrotados. Durante las siguientes semanas, Ray continuaría su feudo con Styles.
En Slammiversary IX, Ray derrotó a Styles en un Last Man Standing Match acabando el feudo. Luego el 28 de julio en Impact Wrestling empezó a tener problemas con el otro miembro de Inmortal, Mr. Anderson luego que Ray interfiriera en su Steel Cage match contra Kurt Angle, causando su derrota. En Hardcore Justice ambos se enfrentaron, ganando Ray después de aplicarle un Low Blow. Durante junio y septiembre, Ray formó parte de los Bound for Glory Series Match donde el ganador obtendría una oportunidad al Campeonato Mundial Peso Pesado en el evento Bound for Glory. Finalmente Ray logró clasificar a la fase final de los Bound for Glory Series Match, por lo que en No Surrender se enfrentó en la semifinal a James Storm ganando por descalificación, pasando así a la final la cual disputó en ese mismo día siendo derrotado por Bobby Roode.
Luego, reanudó su feudo con Mr. Anderson, enfrentándose a él en Bound for Glory en un Philadelphia Falls Count Anywhere match, pero fue derrotado. Durante las siguientes semanas, comenzó también un feudo con su compañero de Immortal, Abyss, luego de que el 13 de octubre en Impact Wrestling, él atacara por accidente a Scott Steiner, lo que causó que todo Immortal lo atacara. En Turning Point, Immortal (Scott Steiner & Bully Ray) fueron derrotados por Abyss & Mr. Anderson.

#### 2012
A inicios de año continuó su feudo con Abyss, luego que este traicionara a Scott Steiner durante un combate de equipos del Wild Card Tournament y que Abyss manifestara querer abandonar Immortal. En Genesis, Abyss le derrotó en un Monster's Balls match. En el evento Against All Odds, enfrentó a James Storm, Jeff Hardy y Bobby Roode por el Campeonato Mundial Peso Pesado de TNA con Sting de Special Enforcer, pero no logró ganar siendo Roode el ganador. En la siguiente edición de Impact Wrestling enfrentó a James Storm para determinar al retador por el Título, lucha la cual perdió, tras esa lucha tendría un altercado con el jugador de los New York Giants, Brandon Jacobs. Sin embargo, en Victory Road, tuvo una revancha frente a James Storm en un combate por ser retador al título, siendo nuevamente derrotado por Storm. En el siguiente episodio de Impact Wrestling, Ray inició una rivalidad con el Campeón de la División X Austin Aries, luego de interrumpir el combate por el Campeonato de la División X entre Aries, Kid Kash, Anthony Nese y Zema Ion. En Lockdown, Aries y Ray se enfrentaron en el Lethal Lockdown Match como parte del Team Eric, siendo su equipo derrotado por el Team Garett. El feudo entre ambos continuó hasta Sacrifice, donde Ray fue derrotado por Austin Aries tras una distracción de Joseph Park, hermano de Abyss. Luego de esto entró en una rivalidad con Joseph Park, luego de que él le culpara de la desaparición de su hermano Abyss. En Slammiversary, Ray fue derrotado por Joseph Park en un Hardcore Match luego de la intervención de Abyss.
En el siguiente Impact Wrestling, fue introducido como parte del Bound for Glory Series, participando en un Gauntalet match, pero fue eliminado por una interferencia de Abyss. El 12 de julio en Impact Wrestling derrotó a Joseph Park en un Hardcore Match. Sin embargo, tras la lucha Park le aplicó un Black Hole Slam al ver que estaba sangrando. Acabado el feudo, volvió a centrarse en el Bound for Glory Series, derrotando en Hardcore Justice a Jeff Hardy, Robbie E y James Storm en un Tables match, ganando 20 puntos.
El 6 de septiembre en Impact Wrestling, luchó su último combate del torneo, derrotando a Rob Van Dam y avanzando a la final. En No Surrender derrotó a James Storm, avanzando a la final. Sin embargo, en ese mismo evento fue derrotado por Hardy en la final. La semana siguiente, en Impact Wrestling, Ray dijo que no pudo ganar porque estaba preocpuado por una lesión de Hardy, por lo que se pactó otro combate en el que se jugaban la oportunidad titular. Sin embargo, volvió a ser derrotado. El 4 de octubre en Impact Wrestling derrotó al Campeón Mundial Aries y Hardy, logrando impresionar a Sting y a Hulk Hogan, quienes le eligieron para luchar en Bound for Glory contra Aces & 8s, en donde fueron derrotados. Tras el combate lograron quitarle la máscara a uno de los miembros de Aces & Eights revelando que se trataba de Devon, de esta manera Ray se unió por completo en el feudo contra Aces & Eights, cambiando a Face. Durante las siguientes semanas comenzó una relación con Brooke Hogan, en la cual se metió Austin Aries con quien comenzó un feudo, que los llevó a Final Resolution donde Aries se llevó la victoria.

#### 2013

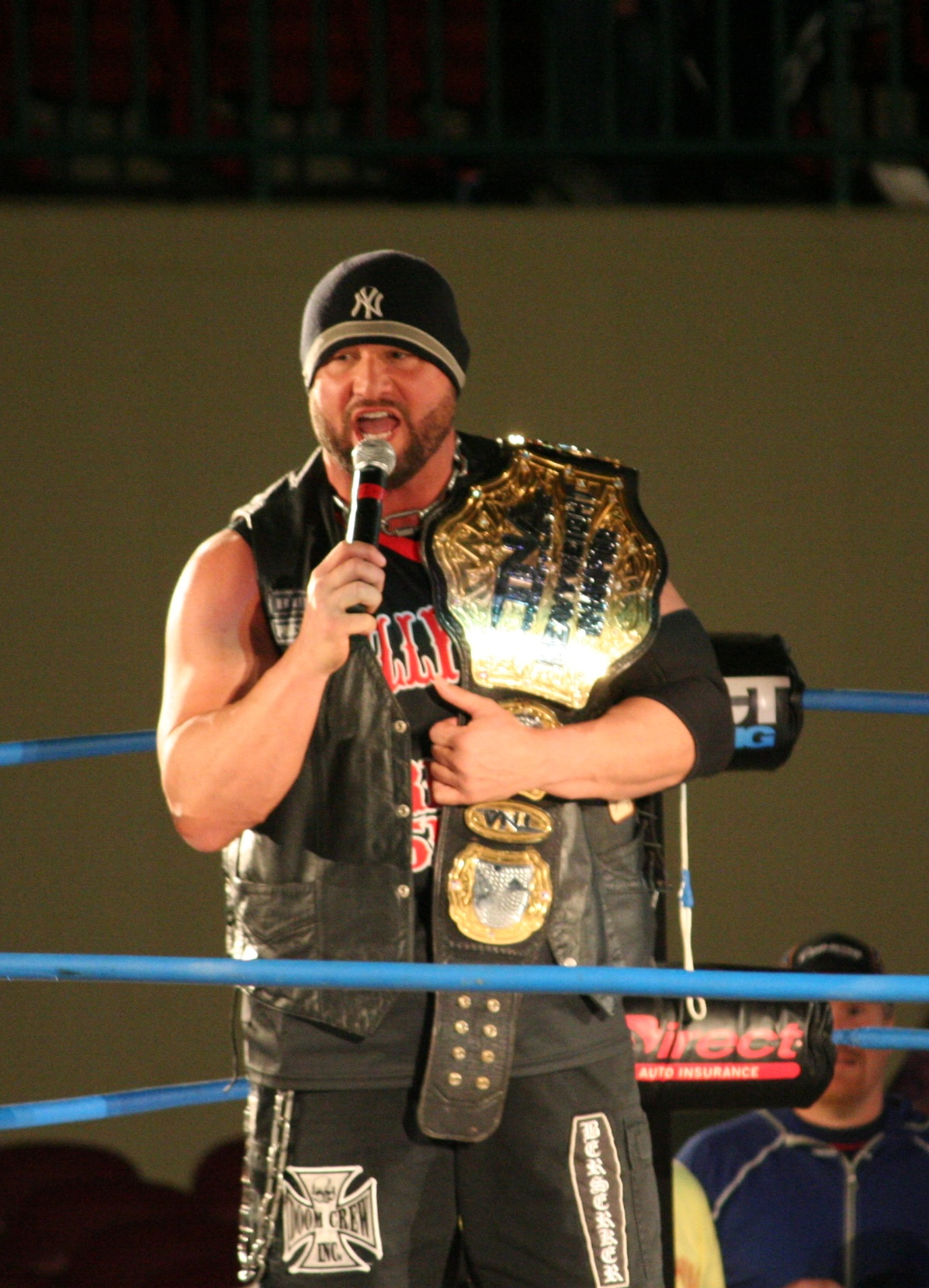
Ray como Campeón Mundial Pesado de TNA.

Debido a su relación amorosa con Brooke, el 3 de enero de 2013 en Impact Wrestling, Hulk Hogan decidió suspenderlo indefinidamente. A pesar de estar suspendido, continuó haciendo apariciones organizando su boda con Brooke Hogan, la cual se llevó a cabo el 13 de enero en Impact Wrestling, esta terminó siendo interrumpida por Taz quien se unió a Aces & Eights. En Lockdown derrotó a Jeff Hardy en un Steel Cage Match ganando su primer Campeonato Mundial de Peso Pesado de TNA, luego de golpear a Hardy con un martillo que le entregó Devon, regresando a Heel y revelando ser el presidente de Aces & Eights. El 11 de abril en Impact Wrestling retuvo el Campeonato contra Jeff Hardy en un Full Metal Mayhem Match. En Slammiversary XI derrotó a Sting en un No Holds Barred Match reteniendo el título, debido a esto Sting no podrá competir por el título nunca más. El 18 de julio en Impact Wrestling: Destination X fue derrotado por Chris Sabin perdiendo el título. Sin embargo, lo recuperó el 15 de agosto en Impact Wrestling: Hardcore Justice tras derrotar a Sabin en una Steel Cage Match, la semana siguiente dio a conocer a su nueva novia, Brooke Tessmacher (Kayfabe). Sin embargo, tras la salida de Devon del grupo, hizo miembro a Tito Ortiz sin contar con el resto del grupo, lo que enfadó a Mr. Anderson, alejándose del grupo. El 5 de septiembre fue derrotado por Sting en una lucha sin descalificación, luego de que Anderson se rehusara a ayudarlo, tras el combate Anderson anunció que él sería su próximo oponente por el título. Ambos se enfrentaron en un Last Man Standing el 12 de septiembre en No Surrender, donde logró derrotar a Anderson. Tras el combate, le aplicó una "Piledriver" en la rampa de entrada y lo dejó fuera de Aces & Eights. El 26 de septiembre, Ray también excluyó a Wes Brisco del grupo luego de que se rendiera en una lucha contra Main Event Mafia. Finalmente, en Bound for Glory, fue derrotado por AJ Styles en una lucha titular. La semana siguiente, el 24 de octubre, Ray tuvo su revancha contra Styles, pero volvió a ser derrotado después de que Mr. Anderson hiciera su regreso e interfiriera en el combate. En el episodio del 21 de noviembre de Impact Wrestling: Turning Point, Mr. Anderson y Bully Ray se enfrentaron en una lucha donde si Anderson perdía, abandonaría TNA y si Bully Ray perdía, los Aces & Eights debían disolverse. Anderson ganó, poniéndole fin a los Aces & Eights.

#### 2014
El 9 de marzo, Bully Ray fue introducido por Dixie Carter como el árbitro invitado especial para el Letal Lockdown Match en Lockdown. Durante la lucha, atacó al capitán de Team Dixie, Bobby Roode permitiendo al Team MVP salir victorioso, convirtiéndose una vez más en face. Después de la lucha, Ray le aplicó un «Bully Bomb» a Roode sobre una mesa. En el episodio del 13 de marzo de Impact Wrestling, Bully Ray explicó sus acciones en el Lethal Lockdown y efectivamente empezó un feudo con Bobby Roode a atacarlo a él y aplicándole un «Bully Bomb» a Roode otra vez sobre una mesa. El 20 de marzo, Carter iba a tener una reunión con Bully Ray pero Roode lo atacó por la espalda. El 10 de abril, después de ambos hombres fallaron en ganar un Gauntlet Match por una oportunidad por el Campeonato Mundial Peso Pesado de la TNA, Dixie hizo su retorno y abofeteó a Bully en represalia por fastidiar a su equipo. Ray y Roode lucharon en un Tables Match en el evento Sacrifice, en donde Dixie Carter le costó a Bully Ray la lucha contra Bobby Roode. El 1 de mayo, Bully Ray, en busca de venganza contra Dixie, se comprometió a atravesarla por una mesa y estaba a punto de hacerlo cuando MVP apareció, quien ordenó a Ray dejarla ir y expulsó del edificio a Ray y Dixie. En las semanas siguientes, Bully Ray invadió la sede de la TNA y la casa de Dixie. El 12 de junio Ethan Carter III y Rockstar Spud intentaronn exponer a Ray de épocas pasadas como heel trayendo a Brooke, la exnovia de Ray, pero no funcionó ya que Ray y Brooke se abrazaron, entonces Ray desafió a EC3 a un Texas Death Match en Slammiversary XII que EC3 aceptó. El 15 de junio en Slammiversary XII, Bully fue derrotado por EC3. En Slammiversary XII también se anunció que Bully Ray, junto a Devon, será incluido en el Salón de la Fama de la TNA como parte de Team 3D en Bound for Glory. El 7 de agosto, Bully Ray finalmente tuvo éxito en poner a Dixie Carter a través de una mesa. En Bound for Glory, Team 3D derrotó a Tommy Dreamer y a Abyss.
A finales de agosto Wrestling Observer Newsletter informó que el contrato de LoMonaco estaba por expirar y que no se esperaba que fuera renovado. Bound for Glory fue la fecha final contratada para cada miembro de Team 3D.

### WWE (2015-2016)

#### 2015
En Royal Rumble, LoMonaco regresó por una sola noche como Bubba Ray Dudley en el Royal Rumble como el #3, eliminando a The Miz y R-Truth. Finalmente fue eliminado por Bray Wyatt.
El 24 de agosto, regresó junto a D-Von Dudley como The Dudley Boyz donde después de una victoria de Los Campeones en Parejas de la WWE, The New Day (Big E, Kofi Kingston & Xavier Woods), ejecutaron el What's Up y el 3D (este último sobre una mesa) sobre Xavier Woods iniciando un feudo con estos últimos. En Night of Champions, The Dudley Boyz derrotaron a The New Day por descalificación, ya que Woods intervino a favor de The New Day. En Hell in a Cell, fueron derrotados por The New Day. En Survivor Series, participaron en el Traditional Survivor Series Elimination Tag Team Match, formando equipo con Goldust, Neville y Titus O'Neil, derrotando a Stardust, The Ascension, The Miz & Bo Dallas.

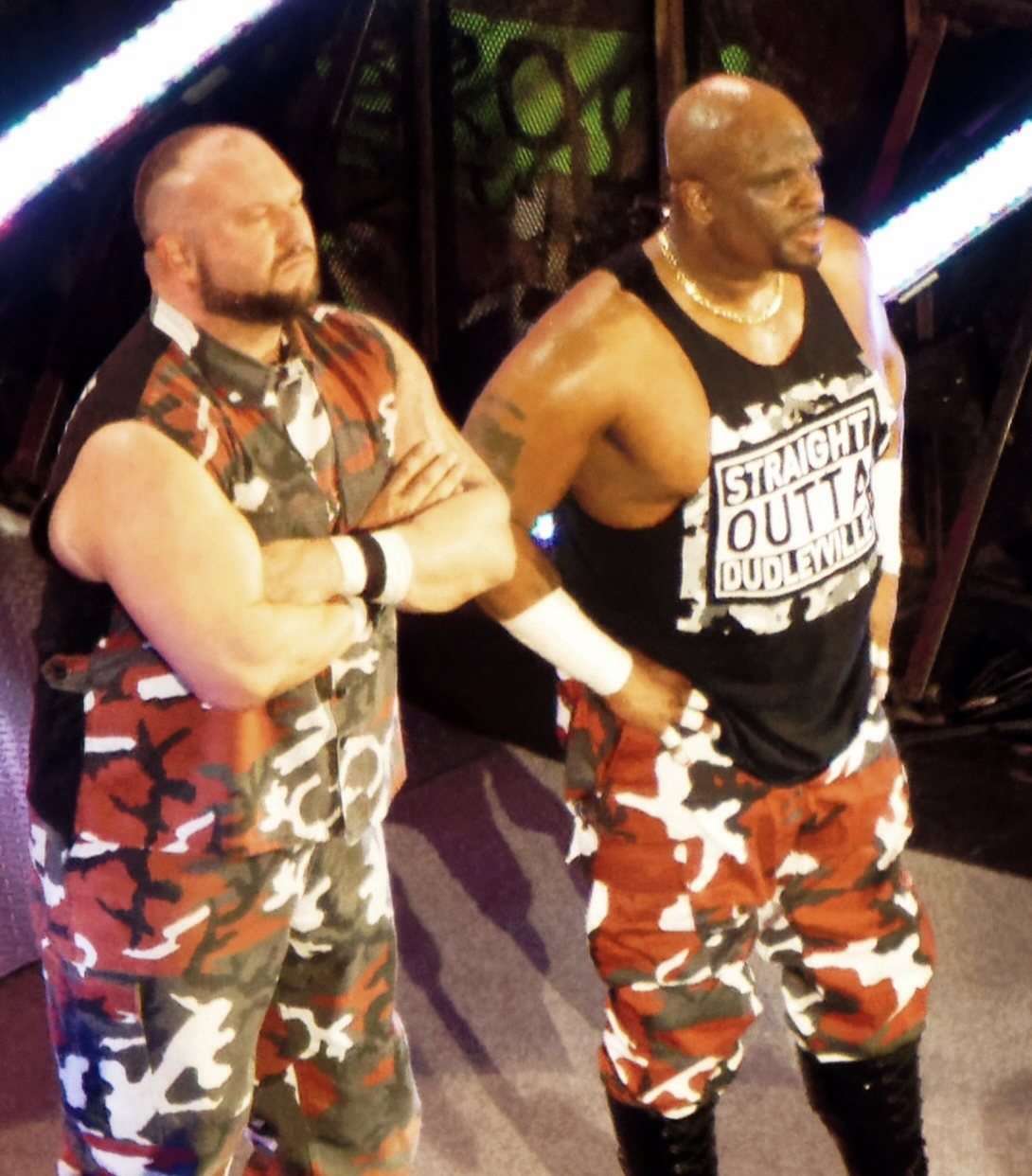
Ray junto a D-Von en su regreso a WWE.

En diciembre de 2015, The Dudley Boyz y The Wyatt Family comenzaron un feudo, donde Tommy Dreamer y Rhyno hicieron su regreso para enfrentarse junto a The Dudley Boyz donde se rebautizaron como The ECW Originals. En TLC, fueron derrotados por The Wyatt Family en un Tables Elimination Match. Al día siguiente en Raw, fueron derrotados por los mismos en un Hardcore Match.

#### 2016
El 8 de febrero en Raw, The Dudley Boyz cambiaron a heel por primera vez desde el 2004 en la WWE cuando atacaron a The Usos después de una 8-man Tag Team Tables Match, la cual participaron también The New Day y Mark Henry. En Wrestlemania 32, fueron derrotados por The Usos y después de la lucha, quebraron su promesa de no usar mesas en una lucha y lo usaron para castigar a sus oponentes pero The Usos los revirtieron y éstos lo usaron en contra de los Dudley Boyz. Al día siguiente, nuevamente se enfrentaron ante The Usos y esta vez, los derrotaron en un Tables Match. Tras su victoria, fueron confrontados por Enzo Amore & Colin Cassady, quienes hicieron su debut en WWE.
Posteriormente, participaron en un torneo para definir a los retadores #1 de los Campeonatos en Parejas de WWE pero en la fase final, fueron derrotados por Enzo & Cass. El 19 de julio en SmackDown, fue enviado junto con D-Von Dudley a Raw como parte del Draft.
Tras varias luchas en WWE, en SummerSlam, fueron derrotados por Sami Zayn y Neville siendo esta, su última lucha en WWE. Al día siguiente en Raw, Bubba y D-Von anunciaron su retiro de la lucha libre pero fueron interrumpidos por The Shining Stars, a quienes atacaron, cambiando a face. Tras esto, trataron de aplicar un 3D a Primo sobre una mesa pero fueron atacados por Gallows & Anderson.
Los Dudley Boyz fueron incluidos en la Clase del Salón de la Fama de la WWE de 2018.

### Regreso al circuito independiente (2016-2017)
El 28 de agosto de 2016, se anunció que Team 3D competiría en el evento Fear and Loathing IX de Insane Championship Wrestling el 20 de noviembre de 2016. 
El 17 de septiembre de 2016, en House of Hardcore 18, LoMonaco repitió su personaje Bully Ray mientras salvó a Tommy Dreamer de "Broken" Matt Hardy. Más tarde amenazó a Matt con ponerlo sobre la mesa como le hizo a Dixie Carter. 
En Delete WCPW, LoMonaco derrotó a su rival Matt Hardy en un combate sin descalificación con la ayuda de Adam Pacitti. Fue derrotado por Drew Galloway en un combate sin descalificación por el campeonato de la WCPW.

### Ring of Honor (2017-2020)

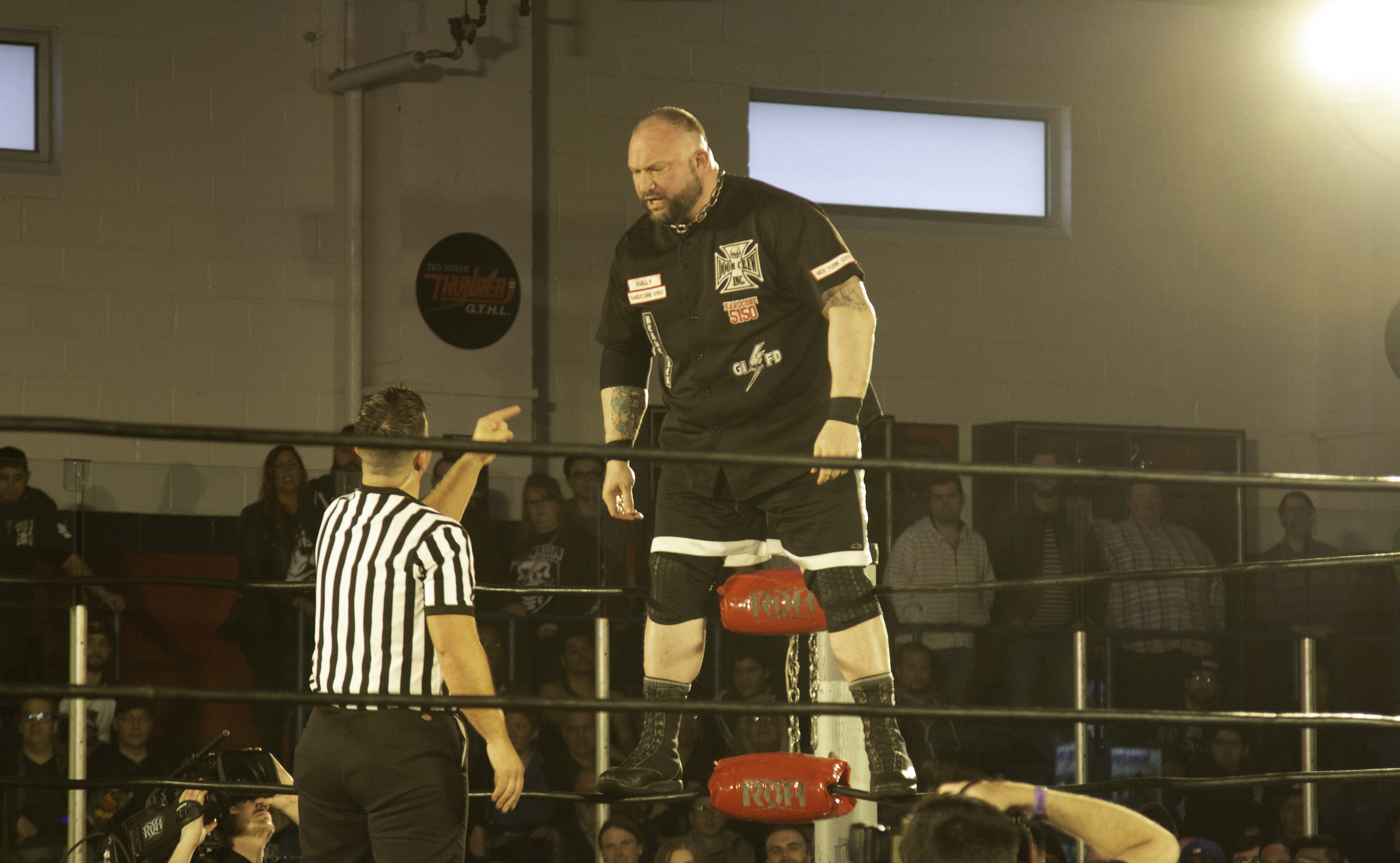
Bully Ray firmó con ROH en 2017.

En Manhattan Mayhem VI, LoMonaco hizo su debut en ROH al salvar a The Briscoe Brothers y Bobby Fish de Bullet Club poniendo El 1 de abril de 2017 en Supercard of Honor XI Ray y The Briscoe Brothers defendieron con éxito los Campeonato Mundial en Parejas Seis-Hombres de ROH por equipos Adam Cole en una mesa. El 10 de marzo, en ROH 15th Anniversary Show, Ray se unió a The Briscoes (Jay Briscoe y Mark Briscoe) para derrotar a War Machine (Hanson y Raymond Rowe) y Davey Boy Smith Jr. El 11 de marzo, Ray y The Briscoes (Jay Briscoe y Mark Briscoe) derrotaron a The Kingdom para ganar el Campeonato Mundial de Parejas de Six-Man de ROH. contra Bullet Club (Hangman Page, Tama Tonga y Tanga Loa). Perdieron el título ante Dalton Castle y The Boys el 23 de junio. Bully Ray y los Briscoes desafiaron por el título nuevamente el 22 de septiembre en Death Before Dishonor XV, pero fueron derrotados por Hangman Page y The Young Bucks, cuando Jay encendió a Ray. Posteriormente, Ray comenzó a burlarse de su retiro de la lucha libre profesional. El 20 de octubre, Mark Briscoe también se volvió contra Ray, uniéndose a Jay para atacarlo a él ya Tommy Dreamer cuando Velvet Sky acudió en ayuda de Bully Ray durante su ataque. El último combate de Bully Ray tuvo lugar en ROH Final Battle, haciendo equipo con Tommy Dreamer contra The Briscoes, perdiendo en una New York Street Fight. Bully Ray confirmó que está retirado el 10 de febrero de 2018 en su página oficial de Twitter. Sin embargo, todavía hace apariciones en Ring of Honor como ejecutor.
El 7 de abril de 2018 en la Supercard of Honor XII, Bully Ray se convirtió en un heel al hacer powerbombing Cheeseburger. En la edición del 12 de mayo de 2018 de la televisión ROH, Bully Ray se enfrentó a Cheeseburger, intercambiaron una mirada rápida y luego Bully Ray hizo chokeslam con Cheeseburger. El director de operaciones de ROH, Joe Koff, salió y le dijo a Bully Ray que había dejado de ser un ejecutor. Bully Ray le dijo a Joe Koff que no se jubilaba. El 14 de diciembre de 2018 en Final Battle, Bully Ray fue derrotado por Flip Gordon en un combate "I Quit".
En junio de 2019, ROH lanzó una investigación interna después de un incidente entre LoMonaco y un fanático en el show State of The Art (2019) de ROH. Como resultado del incidente, ROH dijo que volverían a evaluar "los protocolos de seguridad internos para garantizar un entorno seguro para todos los aficionados y atletas".
El 1 de abril de 2020, Ray dejó Ring of Honor después de que expiró su contrato.

### Regreso a Impact Wrestling (2022-presente)
El 7 de octubre de 2022, Ray regresó a Impact Wrestling en Bound for Glory, donde ganaría el Intergender Call Your Shot Gauntlet para una lucha por el campeonato de su elección.

## Vida personal
LoMonaco estuvo casado con Fawnfeather Carr, una cosmetóloga. Mantenía una relación con la luchadora Velvet Sky, hasta el 22 de noviembre del 2021, cuando anunciaron su separación LoMonaco tiene una hermana llamada Gina LoMonaco, quien trabajó en la compañía y lanzó un disco, el cual fue un gran éxito mientras estaba en la universidad.
LoMonaco apareció en la segunda edición del programa de la WWE The Weakest Link, perdiendo en la final frente a Kane.
Su deporte favorito es el fútbol y es fan de la Primera División Italiana, la Serie A.

## En lucha
- Movimientos finales
  - Bubba Bomb / Bully Bomb (Sitout full nelson atomic drop, a veces desde una posición elevada)
  - Bully Cutter / Bubba Cutter / Buh Buh Cutter (Cutter, a veces en un belly to back suplex)

- Movimientos de firma
  - Bionic elbow
  - Overhead belly to belly suplex
  - Second rope diving seated senton
  - Sidewalk slam
  - Side slam
  - Piledriver
  - German suplex
  - Samoan drop
  - Scoop slam
  - Superkick
  - Chokeslam
  - Spinebuster

- Mánagers
  - Paul Heyman
  - Trish Stratus
  - Sign Guy Dudley
  - Stacy Keibler

## Campeonatos y logros
- All Japan Pro Wrestling

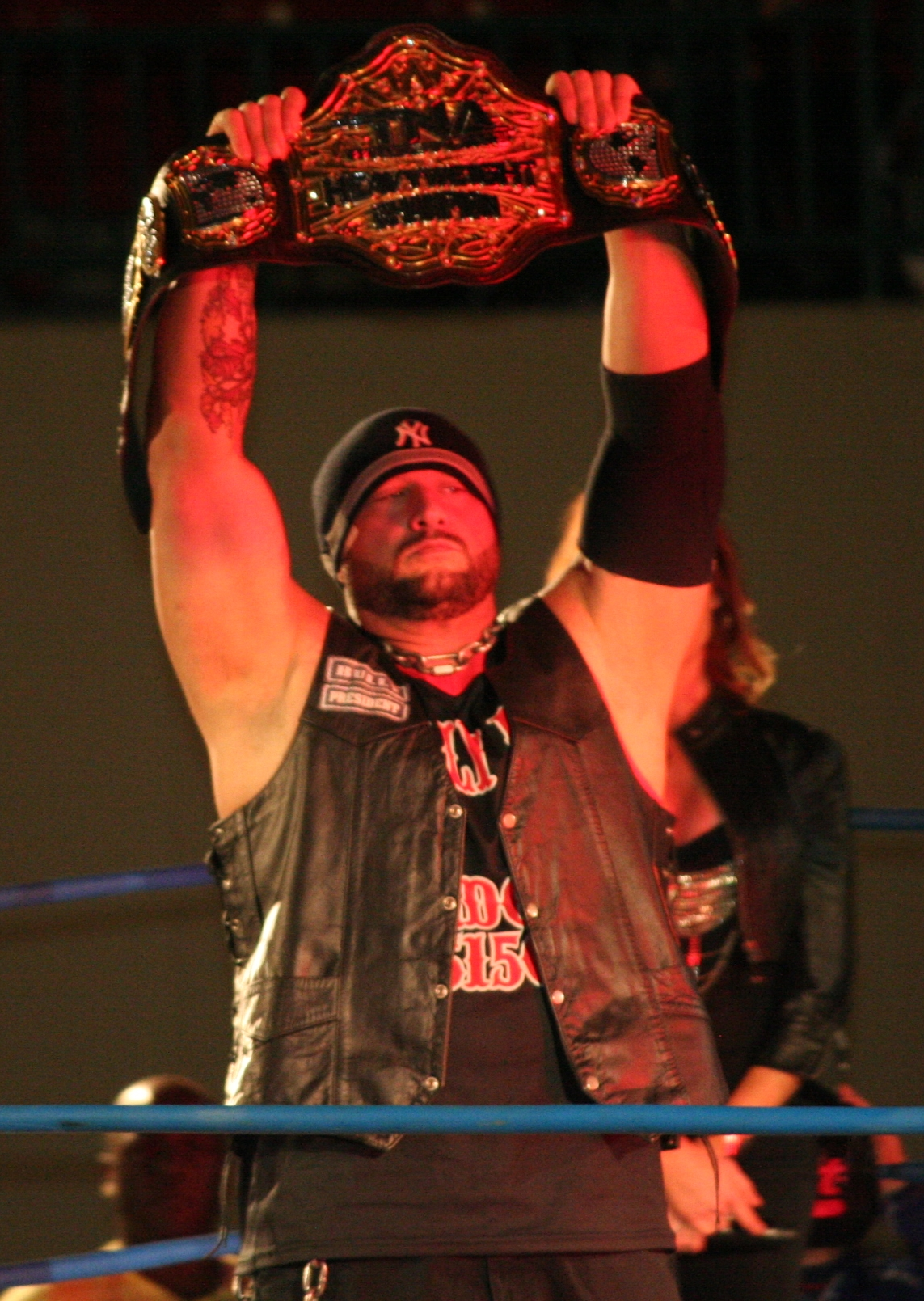
Ray durante su primer reinado como Campeón Mundial Peso Pesado de la TNA.

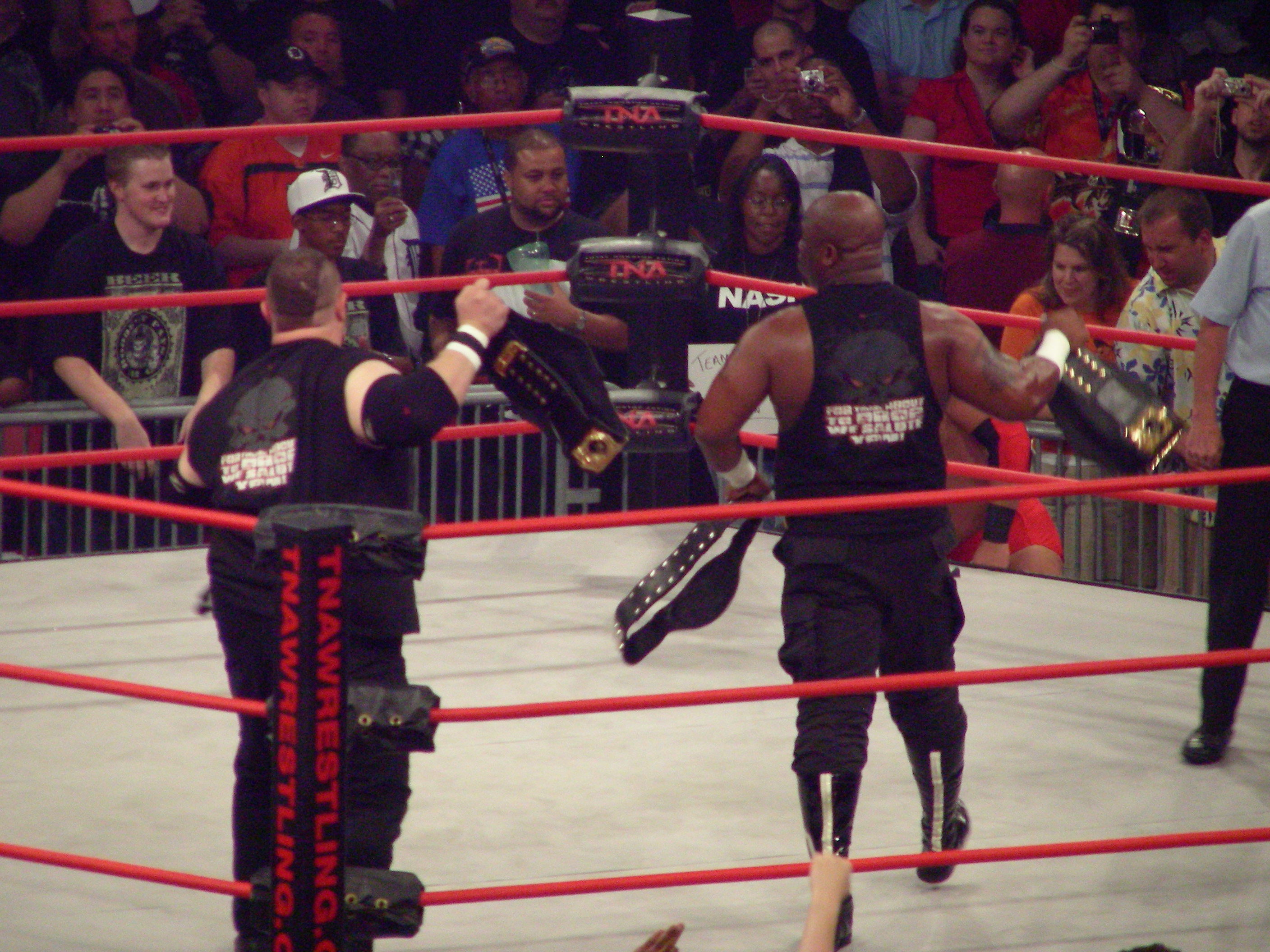
Team 3D como Campeones Mundiales en Parejas de TNA y Campeones en Parejas de IWGP.

  - AJPW Real World Tag League (2005) – con Brother Devon

- Extreme Championship Wrestling
  - ECW Tag Team Championship (8 veces) - con D-Von Dudley.

- HUSTLE
  - HUSTLE Super Tag Team Championship (1 vez) – con Brother Devon

- New Japan Pro Wrestling
  - IWGP Tag Team Championship (2 veces) – con Brother Devon

- Ring of Honor
  - ROH World Six-Man Tag Team Championship (1 vez) – con The Briscoes (Jay Briscoe & Mark Briscoe)

- Total Nonstop Action Wrestling/Impact Wrestling
  - NWA World Tag Team Championship (1 vez) - con Brother Devon
  - TNA World Tag Team Championship (2 veces) - con Brother Devon
  - TNA World Heavyweight Championship (2 veces)
  - Call Your Shot Gauntlet (2022)
  - TNA Hall of Fame (2014)
  - TNA Year End Awards (1 vez)
    - Tag Team of the year (2005) con Brother Devon

- World Wrestling Federation/Entertainment
  - WCW World Tag Team Championship (1 vez) - con D-Von Dudley
  - WWE Hardcore Championship (10 veces)
  - WWE Tag Team Championship (1 vez) - con D-Von Dudley
  - WWF World Tag Team Championship (8 veces) - con D-Von Dudley
  - WWE Hall of Fame (2018)[33]

- Pro Wrestling Illustrated
  - Equipo del año (2001) con D-Von Dudley (The Dudley Boyz)[34]
  - Equipo del año (2009) con Brother Devon (Team 3D)[35]
  - Lucha del año (2000) con D-Von Dudley vs. The Hardy Boyz vs. Edge & Christian (WrestleMania 2000, 2 de abril)
  - Lucha del año (2001)  con D-Von Dudley vs. The Hardy Boyz vs. Edge & Christian (WrestleMania X-Seven, 1 de abril)
  - PWI Pareja de la Década (2000-2009) - con Brother Devon
  - Situado en el #74 en los PWI 500 de 1998[36]
  - Situado en el #64 en los PWI 500 de 1999[37]
  - Situado en el #53 en los PWI 500 de 2000[38]
  - Situado en el #30 en los PWI 500 de 2001[39]
  - Situado en el #30 en los PWI 500 de 2002[40]
  - Situado en el #56 en los PWI 500 de 2003[41]
  - Situado en el #37 en los PWI 500 de 2004[42]
  - Situado en el #76 en los PWI 500 de 2006[43]
  - Situado en el #74 en los PWI 500 de 2007[44]
  - Situado en el #78 en los PWI 500 de 2008[45]
  - Situado en el #43 en los PWI 500 de 2009[46]
  - Situado en el #77 en los PWI 500 de 2010[47]
  - Situado en el #40 en los PWI 500 de 2011[48]
  - Situado en el #4 en los PWI 500 de 2013.[49]
- Wrestling Observer Newsletter
  - Worst Gimmick (2013) Aces & Eights[50]
  - Situado en el #7 del WON Mejor pareja de la década (2000–2009), con Brother Devon[51]